# Household Cavalry

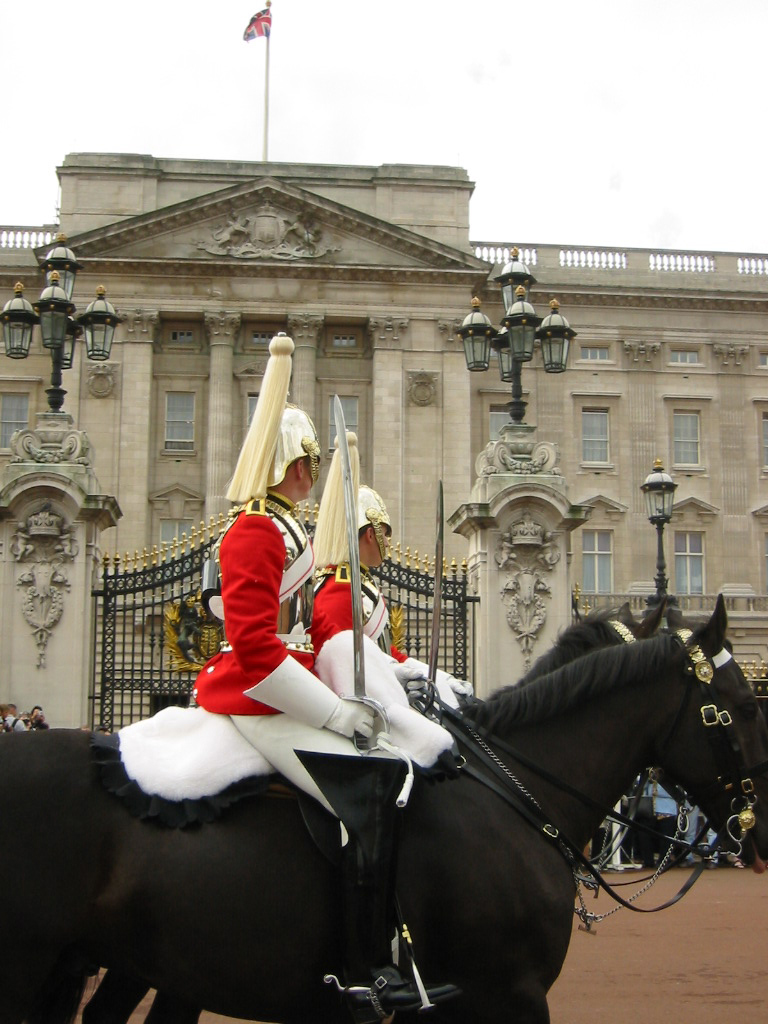
Life Guards vor dem Buckingham Palace

Als Household Cavalry wird in den Ländern des Commonwealth die Garde-Kavallerie bezeichnet. Wenn die Einheit nicht näher bezeichnet wird, ist damit in aller Regel die britische Gardekavallerie gemeint.

## Organisation

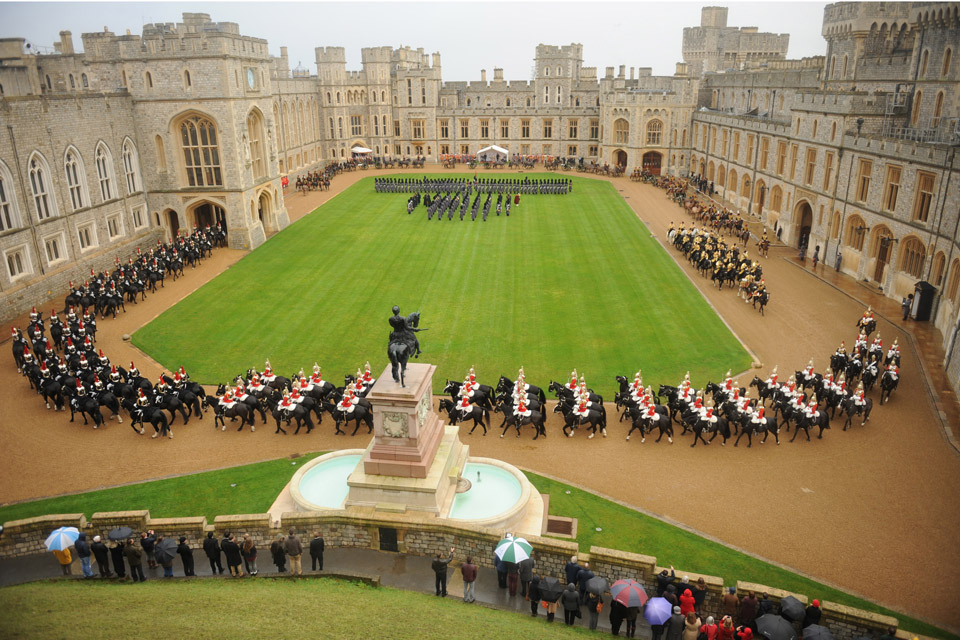
Empfang des Emirs von Kuwait durch Königin Elisabeth II. mit der Household Cavalry in Windsor Castle 2012

Die britische Gardekavallerie besteht aus zwei Regimentern, den Life Guards und den Blues and Royals. Sie bildet ein eigenes Korps im Rahmen der britischen Armee. Zusammen mit den fünf Fußgarden bilden sie die Haustruppen (Household Division).
Der Kommandeur der Einheit ist kraft Amtes Silver Stick-in-Waiting am Königlichen Hof. Er übernimmt im Alltag einen wesentlichen Teil der Aufgaben des Gold Stick, der nur bei besonderen zeremoniellen Anlässen Dienst tut.
Operationell sind die beiden Regimenter der Household Cavalry in zwei Einheiten aufgeteilt, die sehr unterschiedliche Aufgaben haben und jeweils aus Soldaten beider Regimenter zusammengesetzt sind.
Dabei handelt es sich einmal um das Household Cavalry Regiment, das wie die meisten britischen Einheiten mit der Bezeichnung Regiment und einem Ursprung in der Kavallerie die Stärke eines Bataillons hat. Das Household Cavalry Regiment ist eine reguläre Aufklärungseinheit, die mit gepanzerten Fahrzeugen der Scorpion-Familie ausgerüstet ist. Das lange Zeit in Windsor stationierte Regiment verlegte 2019 in das auf der Salisbury Plain gelegene Bulford Camp. Eine Schwadron dient als Aufklärungselement der 16 Air Assault Brigade.
Die zweite Einheit ist das Household Cavalry Mounted Regiment, das beritten ist und rein zeremonielle Aufgaben hat. Es nimmt – teilweise auch abgesessen – an allen wichtigen protokollarischen Ereignissen im Vereinigten Königreich teil; z. B. Trooping the Colour oder der alljährlichen Parlamentseröffnung. Auch stellt es die Wache vor Horse Guards. Stationiert ist die berittene Einheit in den Hyde Park Barracks, Knightsbridge.

## Dienstgrade
Als einzige Formation in der britischen Armee hat die Household Cavalry mehrere von der Regel abweichende Bezeichnungen für Dienstgrade. So heißen die Leutnants Cornet.
Weiter sind die gesamten Unteroffiziers- und Feldwebeldienstgrade nicht auf die Bezeichnung Sergeant, sondern auf den Corporalrängen aufgebaut, (z. B. Corporal of Horse und Staff Corporal). Dies gilt auch für die Warrant Officers, soweit die Funktionen ansonsten den Begriff Sergeant beinhalten, z. B. Regimental Sergeant Major.

## Rangordnung
In der Rangordnung der britischen Armee (British Army Order of Precedence), die beispielsweise bei Militärparaden von Bedeutung ist, steht die Household Cavalry an erster Stelle; es sei denn, es nehmen Einheiten der Royal Horse Artillery mit Geschützen teil. Ohne Waffen rangiert die Royal Horse Artillery nach der Gardekavallerie.